# 欧洲分子生物学组织
欧洲分子生物学组织（英語：European Molecular Biology Organization，縮寫 EMBO），是一个从事生命科学研究、促进国际科学家交流的欧洲专业组织，成立于1964年，总部位于德国海德堡，是欧洲科学倡议组织（Initiative for Science in Europe）的创始成员。该组织通过举办培训课程、研讨会、会议、出版科学期刊、支持科学家的科研项目来推动分子生物学的发展。目前该组织理事长为德国科隆大学发育生物学家瑪利亞·蕾普亭。

## 会议与期刊
该组织每年举办超过80场会议，吸引上万人参加。
该组织出版发行四种分子生物学领域的同行评审科学期刊：《The EMBO Journal》、《EMBO Reports》、《Molecular Systems Biology》、《EMBO Molecular Medicine》。
2018年， EMBO联合Rockefeller University Press和Cold Spring Harbor Laboratory Press创立了一个新双月刊《Life Science Alliance》。

## 会员
该组织会员每年都会评选欧洲和其他各国优秀的生物学家成为其新会员。中国籍会员有杨焕明、施一公、李家洋等人。